# Bloque por Asturies
Der Bloque por Asturies (auf Spanisch: Bloque por Asturias, deutsch: Block für Asturien) ist eine links-nationalistische Partei in der spanischen Autonomen Gemeinschaft Asturien. Sie wurde 2003 anlässlich der Regionalwahlen in Asturien gegründet, nach denen sie sich mit der Izquierda Unida und der PSOE an der Regierung beteiligte.
Bei der Wahl in Asturien im Jahr 2008 ging sie wiederum eine Koalition mit der PSOE und Izquierda Unida ein.